# Hadriansbibliothek

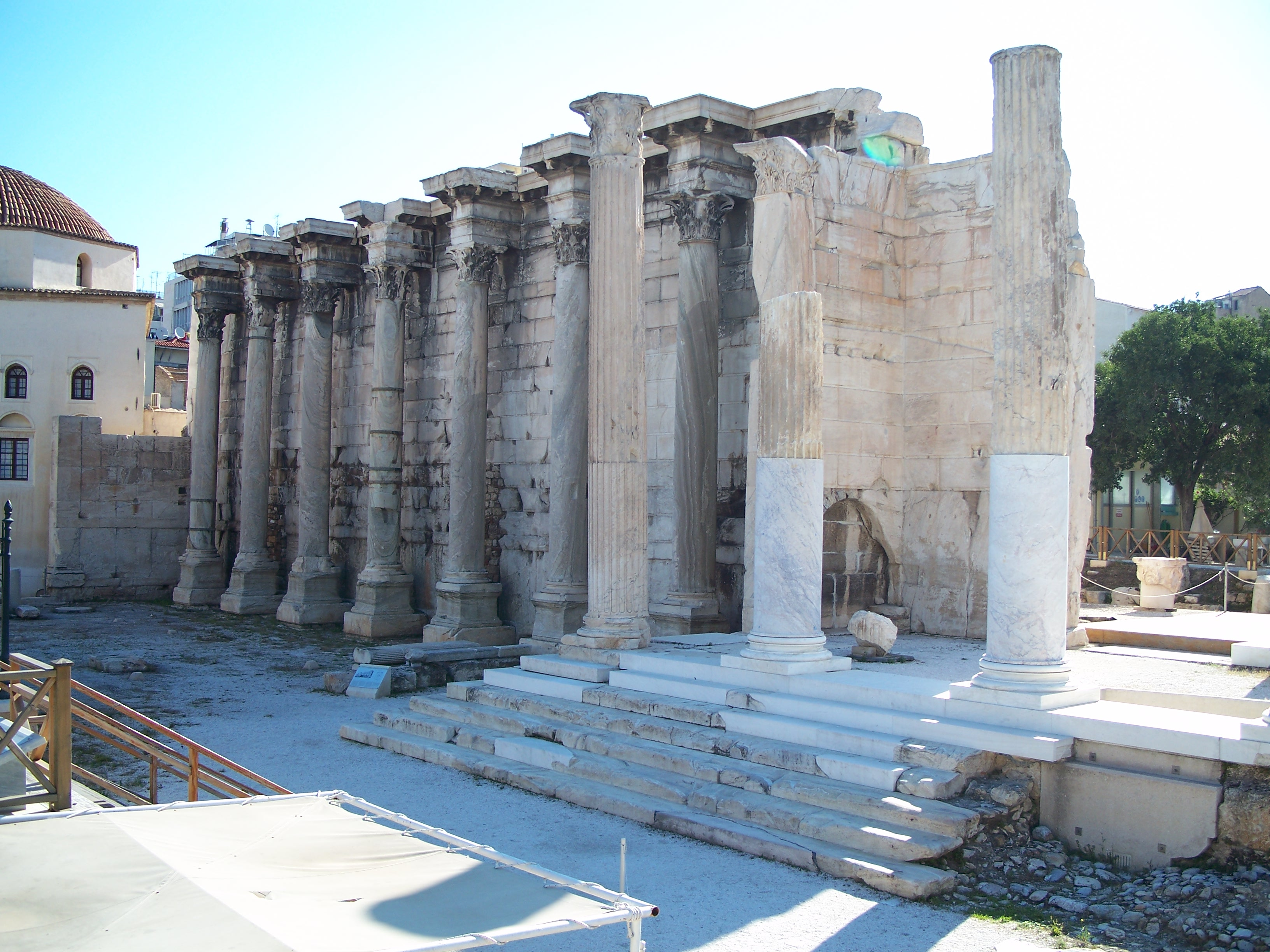
Ruinen der Hadriansbibliothek

Die Hadriansbibliothek war eine große Bibliothek im antiken Athen. Benannt ist sie nach ihrem Stifter, dem römischen Kaiser Hadrian.
Die Hadriansbibliothek bestand aus einem ca. 100 m × 70 m großen, von einem Peristyl aus 100 Säulen phrygischen Marmors umgebenen Innenhof und dem eigentlichen Bibliotheksgebäude mit je zwei Lese- und Vortragssälen. Die gesamte Anlage wird auch Athener Universität genannt. Der Bibliothekssaal hatte wahrscheinlich drei Stockwerke, wovon noch zwei erhalten sind. In den drei Stockwerken wäre Platz für 66 Wandschränke mit mehr als 20.000 Schriftrollen. Heute ist die nördliche Hälfte der Westfassade des Peristyls mit vorgeblendeten korinthischen Säulen erhalten. Die Ruinen der Hadriansbibliothek befinden sich in der Nähe des modernen Monastiraki-Platzes in der nördlich der Akropolis gelegenen Athener Altstadt (Plaka). Direkt neben der Hadriansbibliothek steht die ehemalige Tsisdarakis-Moschee aus dem Jahr 1759, in der heute die Keramikabteilung des Volkskundemuseums untergebracht ist.

## Geschichte
Hadrian war ein ausgesprochener Philhellene und besuchte während seiner Herrschaft (117–138) mehrmals Athen. Dabei stiftete der kunstbegeisterte Kaiser der Stadt mehrere Gebäude: Er ließ die Römische Agora erweitern, den bereits im 6. Jahrhundert v. Chr. begonnenen Tempel des Olympischen Zeus vollenden und das Hadrianstor sowie im Jahr 132 die Hadriansbibliothek erbauen. Bereits 267 fiel das Gebäude dem Einfall der Heruler zum Opfer. Später wurde es in die Stadtmauer Athens einbezogen. Erst 412 wurde die Bibliothek auf Geheiß des römischen Statthalters restauriert. Ebenfalls im 5. Jahrhundert entstand auf dem Innenhof eine frühchristliche Kirche (Tetrakonchos), die im 7. Jahrhundert durch eine dreischiffige Basilika ersetzt wurde. An deren Stelle wurde wiederum im 11. Jahrhundert die Megali-Panagia-Kirche erbaut. Diese wurde erst 1885 bei einem Großbrand vernichtet. Nach der Zerstörung der Kirche begannen Archäologen mit Ausgrabungsarbeiten, die bis heute andauern.